# Couronne de la princesse Blanche
La couronne de la princesse Blanche, également appelée couronne palatine ou couronne de Bohême, est l'une des plus anciennes couronnes royales anglaises connues et date probablement de 1370-1380.
Elle est faite d'or avec des diamants, des rubis, des émeraudes, des saphirs, de l'émail et des perles. Sa hauteur et son diamètre sont tous deux de 18 centimètres. La couronne est une propriété de la maison de Wittelsbach depuis 1402, date à laquelle elle est arrivée avec la princesse Blanche d'Angleterre, fille du roi Henri IV d'Angleterre, lors de son mariage avec Louis III, électeur palatin.
Après l'extinction de la branche bavaroise junior de la maison dans la lignée masculine en 1777, la branche palatine senior a remplacé la première en tant que dirigeants du pays. Aujourd'hui, la couronne est exposée dans le trésor de la Résidence de Munich, ancien palais royal des Wittelsbach, où elle est conservée depuis 1782. Elle a été décrite comme « l'une des plus belles réalisations de l'orfèvrerie gothique ».

## Description

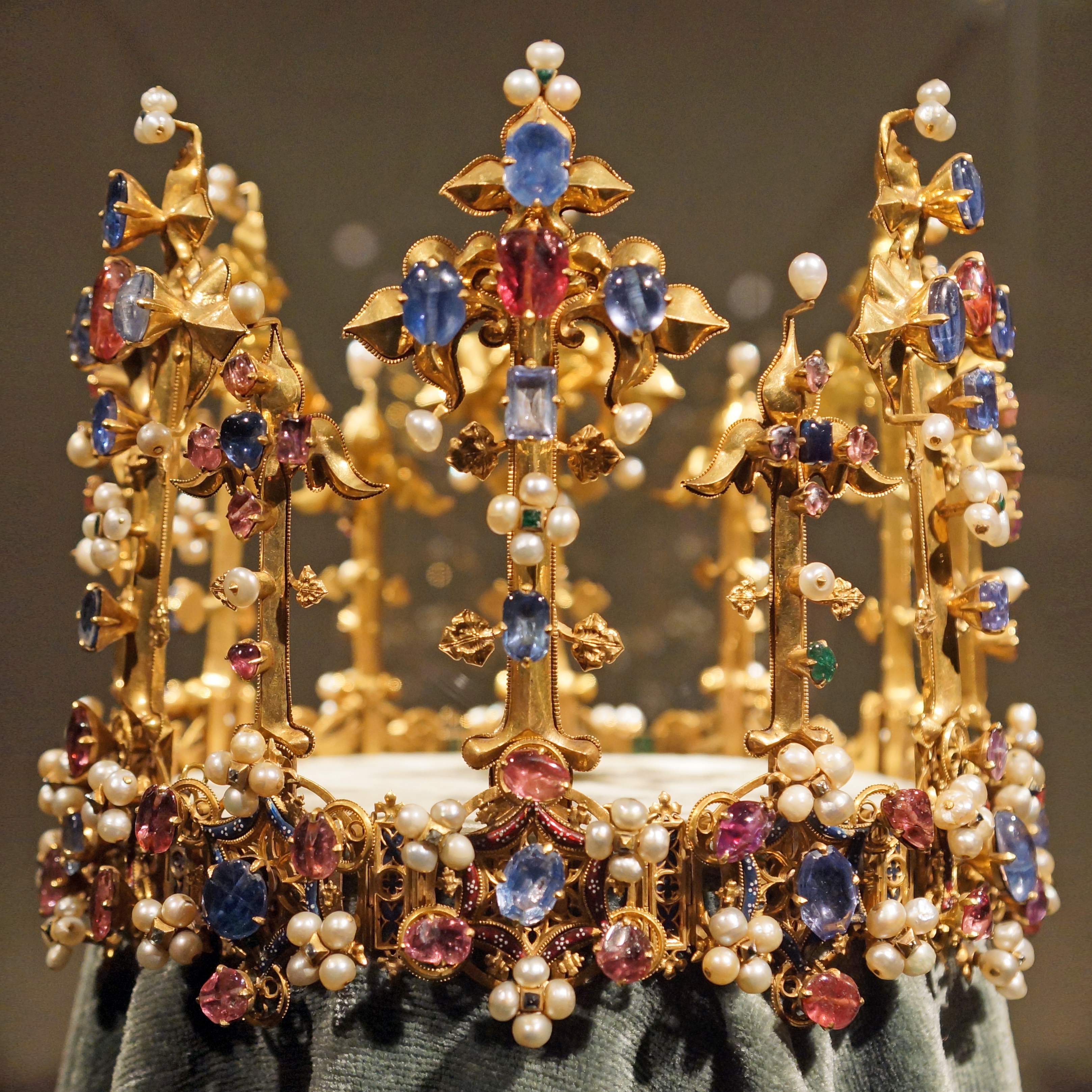
La couronne de la princesse Blanche.

La couronne est composée de 12 rosaces hexagonales sur la base supportant chacune une tige en or surmontée d'un lys. Les tiges et les lys alternent en taille et en hauteur. Ce sont des versions très ornées de bijoux de la fleur de lys, populaire pour les couronnes médiévales. Au milieu des hexagones, qui ont des fleurs blanches émaillées superposées sur un fond bleu ou rouge translucide, se trouve un saphir bleu pâle, dont 11 sont ovales et 1 est hexagonal. Chaque pointe est décorée d'une alternance de rubis et de grappes de quatre perles qui ont un petit diamant au centre. En plus des diamants, des perles et des saphirs, les lys sont également décorés d'émeraudes.
Certaines des perles d'origine ont peut-être été remplacées lors de la restauration de la couronne en 1925. Les tiges de lys sont détachables, et il est possible de replier la base de la couronne pour la transporter plus facilement. Chaque rosette est numérotée de 1 à 12 pour s'assurer que les lys sont correctement attachés. La couronne mesure 18 centimètres en hauteur et en diamètre.

## Histoire

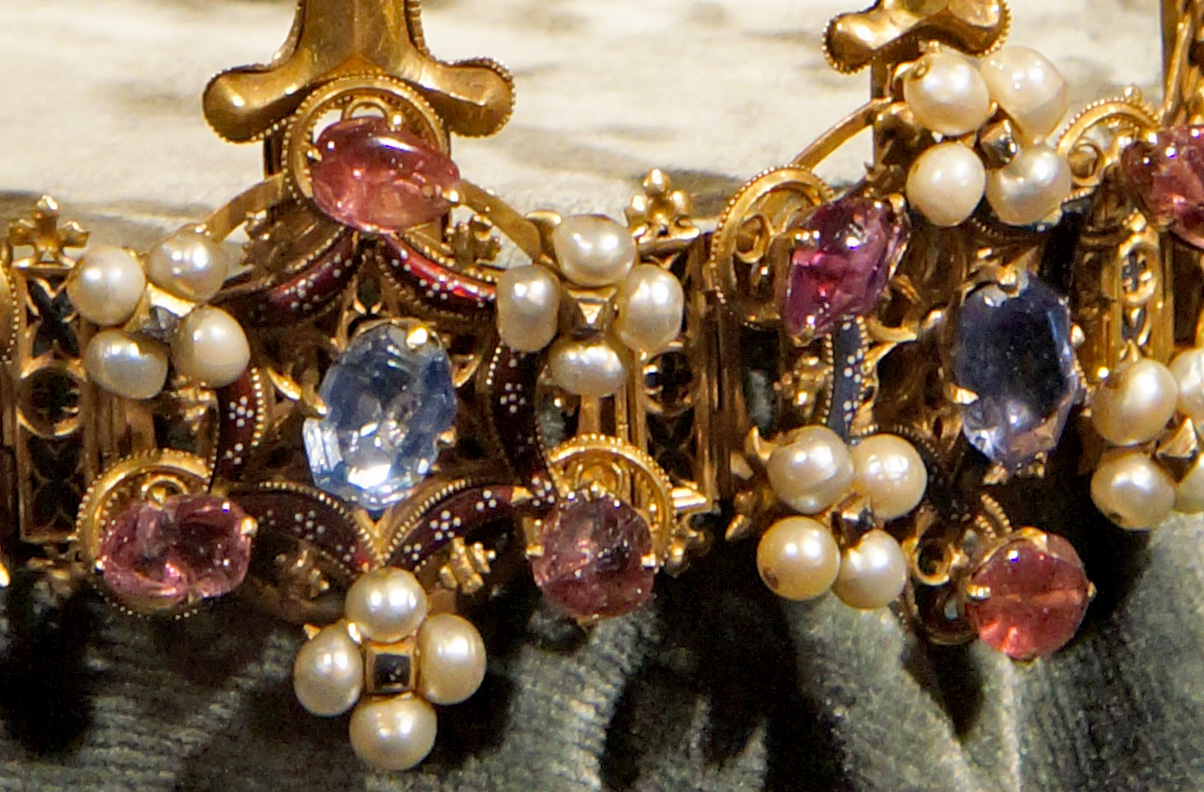
Détail de deux hexagones montés sur la base avec des arrangements alternés de bijoux et de perles.

La couronne est documentée pour la première fois dans l'inventaire du roi Richard II d'Angleterre comme ayant 12 fleurons, mais une rosette manquait. À l'époque, elle était ornée de 91 perles, 63 rubis balas, 47 saphirs, 33 diamants et 5 émeraudes. 7 perles et 1 émeraude supplémentaires avaient été retirées des fleurons. La couronne pesait 5 marcs, soit un peu moins de 1 kilogramme.
Elle a été enregistrée à nouveau dans une liste de 1399 de bijoux royaux déplacés à travers Londres qui appartenaient au déchu Richard II et à d'autres. Par conséquent, la couronne avait très probablement appartenu à la reine Anne de Bohême, l'épouse de Richard II, qu'elle épousa en 1382. Elle a peut-être été produite en Bohême, mais des éléments tels que des perles sur les tiges suggèrent Paris, bien que le fabricant ait pu être un orfèvre français ou formé en France travaillant à Prague. Venise a également été suggérée comme lieu d'origine de la couronne.
La couronne est venue à la lignée palatine de la maison de Wittelsbach en dot de Blanche d'Angleterre, fille du roi Henri IV d'Angleterre. Après son accession au trône d'Angleterre, Henri souhaite conclure d'importantes alliances afin de maintenir et de légitimer son règne. Un allié dont il espérait obtenir le soutien était le roi Robert Ier du Saint Empire, un Wittelsbach qui a également pris le trône allemand après la déposition du roi Venceslas. Un mariage entre le fils aîné survivant de Robert, Louis, et la fille aînée d'Henri IV, Blanche, fut bientôt arrangé.
Le 7 mars 1401, le contrat de mariage est signé à Londres, et la dot de la mariée est fixée à 40 000 nobles. En 1402, avant le mariage de Blanche et Louis III, la couronne fut restaurée par un orfèvre londonien, qui ajouta une douzième rosace et remplaça l'émeraude et les perles manquantes sur les fleurons. La nouvelle rosette contenait 12 perles, 3 diamants, 3 rubis et 1 saphir. Blanche portait la couronne à son mariage, qui a eu lieu le 6 juillet 1402 à la cathédrale de Cologne en Allemagne . En 1421, elle a été mise en gage au monastère de Maulbronn, et à ce moment-là, plusieurs pierres précieuses et perles avaient été retirées.
En 1988, la couronne figurait dans l'exposition Age of Chivalry à la Royal Academy of Arts de Londres – la première fois qu'elle revenait en Angleterre depuis 1401.